# Sauve qui peut !
 (janvier 2024).
Si vous disposez d'ouvrages ou d'articles de référence ou si vous connaissez des sites web de qualité traitant du thème abordé ici, merci de compléter l'article en donnant les références utiles à sa vérifiabilité et en les liant à la section « Notes et références ».
Sauve qui peut ! est le douzième tome de la série Journal d'un dégonflé. Il a été écrit et illustré par Jeff Kinney. Le livre, sorti dans sa version originale le 7 novembre 2017, est publié en français le 9 novembre 2017.

## Résumé
Toute l'histoire se passe au mois de décembre. Susan et Frank voient une publicité vantant les mérites d'un voyage sous les tropiques en plein hiver. Comme ils étaient déjà allés à l'endroit cité il y a de cela quelques années, ils décident qu'ils y partiront pour les vacances, avec Greg et ses frères. Greg est le seul à ne pas réellement apprécier le voyage, d'autant que celui-ci commence assez mal avec Greg qui se croit au départ seul sur sa rangée en classe économique avant qu'une famille ne vienne perturber le vol. Frank, grâce à sa profession, peut quant à lui profiter de la première classe.
La famille finit par arriver et sur place, découvre que tout a changé depuis la dernière fois. Le bâtiment est séparé en deux, avec un côté aventure et un côté fun. Susan y voit une chance. Malheureusement, ils ont pris des bagages qui ne leur appartenaient pas et ne peuvent pas acheter de nouveaux vêtements car ils ne disposent pas de quoi payer. Les Heffley rencontrent ensuite un Metteur en fête, dont le nom n'est pas révélé. Le metteur en fête est un employé chargé d'animer et de mettre l'ambiance. Comme ils ne peuvent pas déjeuner dehors, les Heffley , sur insistance de Greg et Frank, décident de se reposer. Frank tombe malade après avoir bu de l'eau souillée et utilise un médicament qui n'a aucun effet.
Le jour suivant, Greg qui a une peur bleue des araignées parvient à s'en débarrasser avec l'aide d'un garçon d'étage, lui aussi effrayé par ce genre d'insectes. Susan tente vainement d'impliquer les enfants dans des activités familiales.
Rodrick, lui, s'est fait une amie. Alors que le séjour des Heffley progresse, rien ne se passe exactement comme ils l'avaient prévu, surtout qu'ils ne peuvent pas manger au restaurant car ils ne respectent pas les codes vestimentaires. Les Heffley tentent ensuite de s'échapper avec un pédalo.
Lorsque Greg et sa famille rentrent, ils découvrent qu'ils sont désormais recherchés par les autorités et qu'ils sont bannis de séjour.

## Anecdotes
- Le livre est de couleur bleu azur.
- Le metteur en fête joue le rôle du méchant dans ce roman.
- Robert joue un rôle mineur dans cet épisode, et il n'est que mentionné par Greg.